# Barış Alpaykut
Barış Alpaykut, all'anagrafe Metin Barış Alpaykut (Istanbul, 20 luglio 1987), è un attore turco, noto per aver interpretato il ruolo di Uzay Tezcan nella serie Medcezir e per quello di Ozan Sezin nella serie Endless Love (Kara Sevda).

## Biografia
Nato nel 1987 a Istanbul (Turchia), Barış Alpaykut dopo aver completato l'istruzione primaria e secondaria, ha deciso di iscriversi presso l'Università di Istanbul, dove al termine degli studi ha conseguito la laurea. Dopo aver ricevuto una formazione in recitazione e teatro, ha iniziato a lavorare prendendo parte per la prima volta a spot pubblicitari.
Nel 2010 e nel 2011 ha iniziato la sua carriera di recitazione nella serie in onda su Fox Kirli Beyaz. Nel 2011 ha vestito i panni di Alì nella serie in onda su TRT 1 Gümüş Lale Burası Osmanlı 1711 / Sır Kanunu. Nel 2011 e nel 2012 ha preso parte al cast della serie in onda su TRT 1 Bir Zamanlar Osmanlı. Nel 2012 e nel 2013 ha interpretato il ruolo del tenente Uğur Kutlu nella serie in onda su TRT 1 Sakarya Fırat.
Nel 2014 ha ottenuto il ruolo di Osman Eminof nella serie in onda su Star TV La ragazza e l'ufficiale (Kurt Seyit ve Şura), insieme agli attori Kıvanç Tatlıtuğ, Farah Zeynep Abdullah e Birkan Sokullu. Nel 2015 e nel 2016 ha riscosso popolarità dopo aver interpretato il ruolo di Uzay Tezcan nella serie in onda su Star TV Medcezir. Nel 2015 e nel 2016 è stato scelto per interpretare il ruolo di Ozan Sezin nella serie in onda su Star TV Endless Love (Kara Sevda), insieme agli attori Neslihan Atagül, Burak Özçivit, Kaan Urgancıoğlu e Hazal Filiz Küçükköse.

## Filmografia

### Televisione
- Kirli Beyaz – serie TV (Fox, 2010-2011)
- Gümüş Lale Burası Osmanlı 1711 / Sır Kanunu – serie TV (TRT 1, 2011)
- Bir Zamanlar Osmanlı – serie TV, 3 episodi (TRT 1, 2011-2012)
- Sakarya Fırat – serie TV (TRT 1, 2012-2013)
- La ragazza e l'ufficiale (Kurt Seyit ve Şura) – serie TV, 7 episodi (Star TV, 2014)
- Medcezir – serie TV, 40 episodi (Star TV, 2015-2016)
- Endless Love (Kara Sevda) – serie TV, 23 episodi (Star TV, 2015-2016)

## Doppiatori italiani
Nelle versioni in italiano dei suoi film e delle sue serie TV, Barış Alpaykut è stato doppiato da:
- Leonardo Lugni[15] ne La ragazza e l'ufficiale,[16] in Endless Love[17]